# Ульф Юганссон
Ульф Юганссон  (швед. Ulf Johansson, 26 травня 1967) — шведський біатлоніст, олімпійський медаліст.

## Виступи на Олімпіадах
| Олімпіада        | Дисципліна                | Місце |
| ---------------- | ------------------------- | ----- |
| Альбервіль 1992  | спринт 10 км              | 14    |
| Альбервіль 1992  | індивідуальна гонка 20 км | 64    |
| Альбервіль 1992  | естафета 4 х 7,5 км       | 3     |
| Ліллехаммер 1994 | спринт 10 км              | 20    |
| Ліллехаммер 1994 | індивідуальна гонка 20 км | 42    |
| Ліллехаммер 1994 | естафета 4 х 7,5 км       | 11    |